# Pusha T
Terrence Thornton (Bronx, New York, SAD, 14. svibnja 1977.), bolje poznat po svom umjetničkom imenu Pusha T je američki reper i tekstopisac. On je zajedno sa svojim bratom Maliceom član hip hop grupe Clipse. Pusha je također predsjednik i suosnivač diskografske kuće Re-Up Records. U rujnu 2010. godine potpisao je ugovor za Kanye Westovu diskografsku kuću GOOD Music. U ožujku 2011. godine objavio je svoj prvi samostalni projekt, miksani album Fear of God.

## Diskografija

### EP-ovi
- Fear of God II: Let Us Pray (2011.)

### Miksani albumi
- Fear of God (2011.)

### Suradnje
- Play Cloths Holiday (2011.)
- Untitled (2012.)

## Vanjske poveznice
- Službena stranica
- Pusha T na Twitteru